# WINDER 〜ボクハココニイル〜
「WINDER 〜ボクハココニイル〜」（ウィンダー ボクハココニイル）は、日本のバンド、少年カミカゼの楽曲で、8枚目のシングル。2007年5月16日にビクターエンタテインメントから発売。

## 収録曲
1. WINDER 〜ボクハココニイル〜
作詞・作曲:和教
  - テレビ東京系アニメ『Over Drive』オープニングテーマ
  - 歌詞は、同アニメの主人公である篠崎ミコトの視点で書かれている[2]。
2. SCARLET…
作詞:SaCo+和教　作曲:和教
3. WINDER 〜ボクハココニイル〜（for sing）
4. WINDER 〜ボクハココニイル〜（OVER DRIVE ver.）

## 収録アルバム
オリジナル
- 『MASTER'D』（#1）

ベスト
- 『BEST』（#1）